# Богд-Хан-Уул (національний парк)
Богд-Хан-Уул — особливо охоронювана територія в аймаці Туве поблизу Улан-Батора, Монголія. Територія розташована навколо гори Богд-Хан-Уул, яка у монгольських буддистів вважається священною. Гора входить до масиву Хентей, її висота 2256 м. У соціалістичний період мала статус національного парку. Площа особливо охоронюваної території 42651 гектар, однак ЮНЕСКО пропонує розширити її до 65000 гектарів. Гора є кандидатом на включння у Список Світової спадщини ЮНЕСКО за змішаною категорією.

## Легенда
За стародавньою легендою гора порятувала Темучина заховавши його від ворогів, після чого Чингісхан став її шанувати. Монголи вірили що на її вершині заховані обладунки великого хана. Під час маньчжурського правління монголи писали імператору в Пекін що саме біля її підніжжя і народився Чингісхан. У старовину уважно слідкували щоб в околицях гори ніхто не рубав дерев і навіть було заборонено страчати злочинця у місці, звідки він міг бачити гору.

## Монастир Манзуширь
Монастир розташовано в листвяному лісі на південному схилі гори на висоті 1800 метрів над рівнем моря. Він був збудований у 1733 році. На початку 19 століття він нараховував 20 храмів, у ньому для богослужінь збиралось понад 300 лам. У 1932 році монастир зруйнували. Після повалення соціалістичного ладу відновлено один храм, який використовується як музей, інші будівлі залишаються зруйнованими.
 